# Хлынцов, Михаил Никитович
Михаил Никитович Хлынцов (28 сентября 1922, Саратов — 17 июля1992, там же) — советский учёный-правовед, кандидат юридических наук, доцент, специалист в области криминалистики, доцент Саратовского юридического института.

## Биография
Михаил Никитович Хлынцов родился 28 сентября 1922 года в городе Саратов
- 1939 — учеба в Оренбургском училище зенитной артиллерии им. Г.К. Орджоникидз е (отчислен в марте 1940 г. по болезни).
- 1940 — инструктор отдела пропаганды Саратовского горкома ВЛКСМ.
- 1940 — поступил в Саратовский юридический институт.
- 1941 — призван в армию. Являлся младшим командиром (командиром отделения и помощником комвзвода) в подразделениях разведки 51-й ударной стрелковой бригады 4 ударной армии Калининского фронта, 342 стрелковой дивизии на Брянском и Западном фронтах, 1-й Московской гвардейской мотострелковой дивизии на Западном фронте[1][2].
- 1947—1952 — трудился в должностях следователя, старшего следователя в Управлении МГБ по Калининградской области.
- 1957 — заместитель директора Дома ученых.
- 1959 — заведующий производственной практикой Саратовского юридического института.
- 1961 — преподаватель кафедры криминалистики Саратовского юридического института.
- 1966 — защитил кандидатскую диссертацию на тему: «Борьба с половыми преступлениями (уголовно-правовое и криминалистическое исследование» (научный руководитель — Рассейкин Д.П.). Оппонентами выступили доктор юридических наук, профессор Митричев С.П. и доктор юридических наук, профессор Шаргородский М.Д.
- 1970 — избран на должность доцента кафедры криминалистики.
- 1972 — утвержден в ученом звании доцента.
- 1982 — представил докторскую диссертацию на тему: «Теоретические основы моделирования в криминалистике». В 1987 г. диссертация была доработана и завершена, получив несколько измененное название «Криминалистическое моделирование (проблемы метода)». Диссертация не была защищена.
- 1992 — ушел на пенсию по состоянию здоровья.

Умер в 1992 году в Саратове. Похоронен на Увекском кладбище.
Область научных исследований — криминалистическая методика, методология, оптимизация расследования.

## Основные труды

### Книги, монографии
- Хлынцов М. Н. Расследование половых преступлений. — Саратов: Приволжское книжное издательство, 1965. — 170 с.
- Хлынцов М. Н. Проверка показаний на месте. — Саратов: Сарат. юрид. института, 1971. — 120 с.
- Хлынцов М. Н. Криминалистическая информация и моделирование при расследовании преступлений. — Саратов, 1982. — 159 с.

### Статьи
- Хлынцов М. Н. Некоторые вопросы борьбы с половыми преступлениями // Повышение роли общественности и государственных органов в борьбе с правонарушениями в период развитого строительства коммунизма. — Саратов, 1963. — С. 45-46.
- Хлынцов М. Н. Назначение и производство экспертиз при расследовании половых преступлений // Саратовский юридический институт им. Д. И. Курского. Ученые записки. — Саратов: Изд-во Саратовского ун-та, 1964. — Вып. 11: Вопросы уголовного права, уголовного процесса и криминалистики. — С. 147—157.
- Хлынцов М. Н. Особенности осмотра места происшествия при расследовании преступления, предусмотренного ст. 117 УК РСФСР // Саратовский юридический институт им. Д. И. Курского. Ученые записки. — Саратов: Изд-во Саратовского ун-та, 1965. — Вып 12: Вопросы государства и права, 1965. С. 167—173.
- Хлынцов М. Н. О понятии угроз в диспозиции ст. 117 УК РСФСР // Материалы конференции по итогам научно-исследовательской работы за 1963—1964 гг.; Саратовский юридический ин-т им. Д. И. Курского. — Саратов: Издательство Саратовского университета, 1965. — С. 169—171.
- Хлынцов М. Н. Участие педагога в допросе несовершеннолетних свидетелей и обвиняемых // 50 лет советской власти и актуальные проблемы правовой науки: (материалы по итогам научно-исследовательской работы за 1966 г.); Саратовский юридический ин-т им. Д. И. Курского. — Саратов: Б. и., 1967. — С. 185—186.
- Хлынцов М. Н. Спорные вопросы квалификации половых преступлений // Саратовский юридический институт им. Д. И. Курского. Ученые записки. — Саратов: Изд-во Саратовского ун-та, Вып. 16: Вопросы уголовного и исправительно-трудового права, уголовного процесса и криминалистики. — 1969. — С. 34-43.
- Хлынцов М. Н. Установление лиц, виновных в преступных нарушениях правил техники безопасности и охраны труда // Вопросы теории и практики предварительного следствия в органах внутренних дел. По материалам научно-практической конференции, посвященной десятилетнему юбилею со дня образования предварительного следствия в МВД СССР. Саратов, 1973. — С. 102—109.
- Хлынцов М. Н. Руководство практикой студентов в прокуратуре // Идейно-воспитательная работа и учебный процесс. Изд-во Сарат ун-та. Саратов, 1975. — С. 27-29.
- Хлынцов М. Н. Предпосылки к использованию гипотетических моделей в криминалистических исследованиях // Вопросы криминалистики и судебной экспертизы: межвуз. науч. сб. / Саратовский юрид. ин-т им. Д. И. Курского. — Саратов: Изд-во Саратовского гос. ун-та. Вып. 1. — 1976. — С. 16-21.
- Хлынцов М. Н. Версия и модель // Актуальные вопросы советской юридической науки. — Саратов: СГУ, Ч. 2 . — 1978. — С. 129—131.
- Хлынцов М. Н. Моделирование личности скрывшегося преступника по информации, полученной в процессе осмотра места происшествия // Теория и практика криминалистики и судебной экспертизы: межвуз. науч. сб. Вып. 3. Изд-во Сарат. ун-та. Саратов, 1978. — С. 56-65.
- Хлынцов М. Н. Использование материалов экспертной практики в процессе изучения криминалистики // Идейно-воспитательная работа и учебный процесс: науч.-методич. сб. Вып. 2. Саратов: Изд-во Сарат. ун-та, 1979. — С. 157—161.
- Хлынцов М. Н. О криминалистической терминологии // Актуальные проблемы отраслевых юридических наук. — Саратов: Изд-во Саратовского юридического ун-та, 1982. — С. 144—149.
- Хлынцов М. Н. Особенности выявления информации при осмотре места происшествия для моделирования события преступления // Теория и практика криминалистики и судебной экспертизы. Межвуз. науч. сб. Вып. 5. Совершенствование тактики и методики расследования преступлений. Изд-во Сарат. ун-та. Саратов, 1986. С. 34-41.
- Хлынцов М. Н. Принципы выявления криминалистической информации при расследовании преступлений // Теория и практика криминалистики и судебной экспертизы: межвуз. науч. сб. Вып. 6. Проблемы реализации научных рекомендаций в криминалистике. Изд-во Сарат. ун-та. Саратов, 1987. — С. 9-12.
- Хлынцов М. Н. Об оптимизации процесса расследования преступлений // Теория и практика криминалистики и судебной экспертизы. — 1989 — № 7. — С. 21-28.
- Хлынцов М. Н. О процессуальных гарантиях достоверности доказательств в уголовном процессе // Теория и практика криминалистики и судебной экспертизы: межвуз. сб. науч. тр. Вып. 8. Саратов: Изд-во Сарат. ун-та, 1989. Вып. 8. — С. 17-23.
- Хлынцов М. Н. Использование студентами архивных материалов при подготовке научной работы по криминалистике // Идейно-воспитательная работа и учебный процесс. Самостоятельная работа студентов: Научно-методический сб. Вып. 3. Саратов: Изд-во Сарат. ун-та, 1989. — С. 85-86.
- Хлынцов М. Н. Воспитание профессиональной культуры у студентов // Идейно-воспитательная работа и учебный процесс. Формы и методы обучения в высшей школе в условиях перестройки: Научно-методический сб. Вып. 4. Саратов: Изд-во Сарат. ун-та, 1989. — С. 100—102.
- Хлынцов М. Н. Процессуальные и тактические вопросы взаимодействия следователя и адвоката в процессе расследования преступлений // Теория и практика криминалистики и судебной экспертизы. Вып. 9. Современные проблемы криминалистики. Саратов: Изд-во Сарат. ун-та, 1994. — С. 7-10.

## Награды
- Медаль «За победу над Германией в Великой Отечественной войне 1941—1945 гг.»
- Медаль «Двадцать лет Победы в Великой Отечественной войне 1941—1945 гг.»
- Медаль «50 лет Вооружённых Сил СССР»
- Медаль «В ознаменование 100-летия со дня рождения Владимира Ильича Ленина»
- Медаль «За отвагу»